# فرانکو زفیرلی
فرانکو زفیرلی (به ایتالیایی: Franco Zeffirelli) (زاده ۱۲ فوریه ۱۹۲۳ – درگذشته ۱۵ ژوئن ۲۰۱۹) کارگردان و تهیه‌کننده سینما، طراح اپرا و سناتور سابق ایتالیایی بود. از جمله فیلم‌های زفیرلی می‌توان به «رومئو و ژولیت»، «رام کردن زن سرکش»، «چای با موسولینی» و همچنین مجموعه تلویزیونی «عیسای ناصری» اشاره کرد.
زفیرلی برای فیلم رومئو ژولیت (۱۹۶۸ میلادی) نامزد دریافت جایزه اسکار برای بهترین کارگردانی و نامزد اسکار بهترین طراحی هنری بوده‌است. این فیلم با در نظر گرفتن نرخ تورم، موفق‌ترین اقتباس سینمایی از یکی از نمایشنامه‌های ویلیام شکسپیر است.
از دیگر ساخته‌های معروف زفیرلی می‌توان به فیلم رام کردن زن سرکش (۱۹۶۷) با بازی الیزابت تیلور و ریچارد برتون در نقش‌های اصلی و مجموعه تلویزیونی عیسی ناصری اشاره کرد.
فیلم چای با موسولینی (۱۹۹۹ میلادی) زفیرلی، به نوعی یک زندگی‌نامه شخصی دربارهٔ دوران جوانی او در سال‌های ظهور فاشیسم در ایتالیاست.
زفیرلی را آخرین بازمانده نسل کسانی همچون فدریکو فلینی، لوکینو ویسکونتی، ویتوریو دسیکا ، پیر پائولو پازولینی و روبرتو روسلینی یعنی سینماگران بزرگ ایتالیا در دوران پس از جنگ دوم جهانی می‌دانستند.
وی صبح روز شنبه ۱۵ ژوئن ۲۰۱۹ در ۹۶ سالگی در شهر رم درگذشت.

## فیلم‌شناسی
- رام کردن زن سرکش (۱۹۶۷)
- رومئو ژولیت (۱۹۶۸)
- برادر خورشید، خواهر ماه (۱۹۷۲)
- عیسی ناصری (۱۹۷۷)
- قهرمان (۱۹۷۹)
- عشق بی‌پایان (۱۹۸۱)
- دلقک (۱۹۸۲)
- جوانمردی روستایی (۱۹۸۲)
- لا تراویاتا (۱۹۸۳)
- اتلو (۱۹۸۶)
- توسکانینی جوان (۱۹۸۸)
- هملت (۱۹۹۰)
- گنجشک (۱۹۹۳)
- جین ایر (۱۹۹۶)
- چای با موسولینی (۱۹۹۹)
- کالاس جاودان (۲۰۰۲)
- اسرار دانته (۲۰۱۴)